# ميخائيل كامبل
ميخائيل كامبل (بالإنجليزية: Michael Campbell)‏ هو موسيقي أمريكي، ولد في 7 أغسطس 1985.